# Relaciones España-Sri Lanka
Las relaciones entre España y Sri Lanka son las relaciones bilaterales entre el Reino de España y la República Democrática Socialista de Sri Lanka.

## Relaciones diplomáticas
España mantiene relaciones diplomáticas con Sri Lanka desde el 10 de julio de 1955. Entre las visitas recíprocas cabe destacar la del Presidente de Sri Lanka a España el 29 de agosto de 1979. Así como la del Ministro español de Asuntos Exteriores, Miguel Ángel Moratinos, que viajó en enero de 2005 a Colombo, en el curso de una gira por los países asiáticos más afectados por el “tsunami” del 26 de diciembre de 2004.
El Gobierno español, en el marco de la UE, ha apoyado desde el principio los esfuerzos por alcanzar una solución pacífica al problema étnico cingalés, y ha alentado a las fuerzas políticas de Sri Lanka a alcanzar un consenso nacional sobre la base de un plan de paz con los LTTE (“Tigres de Liberación del Eelam Tamil”). Asimismo ha respaldado el programa para la ayuda a la rehabilitación del país.

## Cooperación
España no ha iniciado, por el momento, proyectos a nivel del Gobierno central en el campo de la cooperación al desarrollo en Sri Lanka. No hay implantada en el país una OTC que gestione la cooperación, ni tampoco agencias de cooperación regionales a nivel de comunidades autónomas.
La cooperación española en el país se gestiona de forma multilateral a través de diferentes organismos internacionales que intervienen en los proyectos de cooperación existentes en Sri Lanka, la mayor parte de los cuales están insertados dentro del sistema de NNUU.
Son varios los organismos internacionales destinados a la cooperación en Sri Lanka con participación española: PNUD, Fondo de Población de las Naciones Unidas, UNIFEM, UNIDO, UNAIDS, UNESCO, UNICEF, ACNUR, FAO, Programa Mundial de Alimentos, OIT, Banco Mundial, FMI, Comité Internacional de la Cruz Roja. Además existen 9 ONG españolas actuando en territorio cingalés.

## Misiones diplomáticas residentes
- España tiene una embajada en Colombo.[3]
- Sri Lanka no tiene una embajada en España, aunque su embajada en París está también acreditada para este país, así como consulados en Barcelona y Madrid.[4]